# Josep Antoni Montero i Botanch
José Antonio Montero Botanch (Barcelona, 3 de gener de 1965) és un exjugador de bàsquet català. Va destacar com a base al Joventut de Badalona (1981-1990) i al FC Barcelona (1990-1997). Posteriorment va jugar una temporada al CSP Limoges, i es retirà l'any 1998. Va ser el primer jugador català a ser escollit al Draft de l'NBA (1987).

## Biografia
Josep Antoni Montero va néixer a Barcelona el 3 de gener de 1965. Amb una alçada d'1,93 metres, va ser un dels primers bases alts del bàsquet espanyol. Va ser un base de gran talent, un bon tir exterior i una molt bona defensa.
Es va formar al planter de l'Estudiantes i Joventut de Badalona i de ben jove va debutar a la primera plantilla del Joventut a lliga ACB. Amb els verd-i-negres va disputar un total de 9 temporades (1981-1990) on formà part d'un equip d'altíssim nivell amb Jordi Villacampa, Josep Maria Margall o el també base Rafael Jofresa, i on guanyà molts títols: una Copa Korac, 2 Copes Príncep d'Astúries i on va ser subcampió de la Recopa d'Europa i de la Lliga ACB.
El 1990 va acabar contracte amb el Joventut i va fitxar pel Futbol Club Barcelona en una decisió que mai li va perdonar l'afició del Joventut. Al Barça va viure un període més complet quant a títols: 3 lligues ACB i 2 Copes del Rei. La gran assignatura pendent de Montero en la seva etapa barcelonista va ser la Copa d'Europa, que mai va guanyar malgrat disputar dues vegades la final, el 1991 i 1996. La final de 1996 va ser especialment dolorosa. Es va jugar a París davant del Panathinaikós grec. Després d'anar perdent tot el partit el FC Barcelona va fer una espectacular remuntada i en els últims cinc segons de partit, Montero va disposar de l'oportunitat de capgirar el marcador, però un tap il·legal de Stojan Vranković que els arbitres van concedir va impedir el triomf del club català. Mesos després la FIBA va resoldre un recurs del FC Barcelona reconeixent que el tap va ser il·legal i que la cistella s'havia d'haver concedit, però no li va prendre el títol al Panathinaikós. En finalitzar la temporada 1996-97 Montero va abandonar el Barça i va fitxar pel CSP Llemotges de la lliga francesa, on va jugar una temporada. El 1998 es va retirar com a jugador en actiu.
Fou un dels primers jugadors catalans en ser triat en un draft de l'NBA (Atlanta Hawks a la cinquena ronda del draft de 1987, en la posició 113) tot i que mai va arribar a jugar-hi. A nivell individual cal destacar que el 1996 va establir el rècord històric de recuperacions de la Lliga ACB, amb 750 recuperacions.
Va ser internacional amb la selecció espanyola juvenil, júnior i absoluta (on va arribar a disputar 78 partits). També va jugar en diverses ocasions en la selecció Europea.

## Trajectòria esportiva
- Estudiantes: categories inferiors
- Joventut de Badalona: categories inferiors
- Joventut de Badalona: 1981-1990
- FC Barcelona: 1990-1997
- CSP Limoges (França): 1997-1998

## Palmarès
- 3 Lligues ACB: (1994-95, 1995-96 i 1996-97)
- 2 Copes del Rei: (1990-91 i 1993-94)
- 1 Copa Korac: (1989-90)
- Diversos cops campió de la Lliga Catalana.
- 2 Copes Príncep d'Astúries: (1986-87 i 1988-89)
- 2 vegades subcampió de la Copa d'Europa: (1990-91 i 1995-96)
- 1 vegada subcampió de la Recopa d'Europa: (1987-88)